# Sedum grisebachii
Sedum grisebachii là một loài thực vật có hoa trong họ Crassulaceae. Loài này được Boiss. & Heldr. miêu tả khoa học đầu tiên năm 1856.